# Jerrie Johnson
Jerrie Johnson (Filadelfia, 29 de enero de 1994) es una actriz, activista y poeta estadounidense, reconocida principalmente por su papel como Tye Reynolds en el seriado Harlem.

## Biografía

### Inicios y formación académica
Nacida en Filadelfia en 1994, Johnson era una niña extrovertida en su etapa escolar y prefería leer y escribir poesía. Se graduó en 2016 con una licenciatura en teatro y estudios complementarios en cultura afroamericana en la escuela de teatro de la Universidad Estatal de Pensilvania. En 2019, obtuvo su maestría en artes escénicas en el American Conservatory Theater.

### Carrera yHarlem
Johnson interpretó el papel de Tye en el seriado de la cadena Freeform Good Trouble en 2020, y un año después representó a Sweetbird en el filme Mother's Milk.
En 2021 inició su participación en la serie Harlem, interpretando el papel recurrente de Tye Reynolds, una empresaria y creadora de una exitosa aplicación de citas queer que lucha por ocultar su lado más vulnerable. En una entrevista con la revista Bleu, la actriz habló sobre la identidad sexual de su personaje en la serie e hizo un paralelo con su propia realidad: «Tye tiene una forma de expresarse un poco más masculina que la mía, aunque yo también tengo una energía bastante equilibrada entre lo masculino y lo femenino. Al principio tuve cierta lucha interna con el personaje, porque no quería que ella también tuviera un lado muy femenino [...] Yo quería que Tye tuviera algo de suavidad, de fluidez, de androginia. Ella ama ser mujer, pero ha desarrollado esa energía masculina a través de su trabajo».

### Actualidad y otros proyectos
En 2024 apareció en el séptimo episodio del talk show de Prime Video Influenced, hablando sobre su carrera como una mujer queer negra. Un año después interpretó el papel secundario de Daphne, una concejal de Nueva York que se convierte en el interés romántico del personaje de Marley, en la serie Survival of the Thickest.
Johnson también se desempeña como escritora. Su primer poema, titulado The New Normal, fue escrito durante el confinamiento de la pandemia de COVID-19.

## Vida personal
Johnson se define como queer. En 2024 se comprometió con la productora Dria Brown en Montego Bay, Jamaica. Se habían conocido durante una función de la obra Confederates de Dominique Morisseau en 2022.

## Filmografía

### Cine
| Año  | Título        | Papel     | Ref.  |
| ---- | ------------- | --------- | ----- |
| 2020 | Mother's Milk | Sweetbird | [ 5 ] |

### Televisión
| Año       | Título                   | Papel        | Ref.  |
| --------- | ------------------------ | ------------ | ----- |
| 2020      | Good Trouble             | Tye          | [ 4 ] |
| 2021-2025 | Harlem                   | Tye Reynolds | [ 1 ] |
| 2024      | Influenced               | Ella misma   | [ 6 ] |
| 2024      | Survival of the Thickest | Daphne       | [ 2 ] |